# Българско-английски паралелен корпус със съотнесени (прости) изречения (БУЛЕНСИ)
Българско-английският паралелен корпус със съотнесени (прости) изречения (БУЛЕНСИ) е структуриран корпус с паралелни текстове на български и английски език със сегментирани и съотнесени самостоятелни изречения и прости изречения в състава на сложните, с отбелязване на вида на синтактичната връзка. БУЛЕНСИ е създаден от Секцията по компютърна лингвистика към Института за български език „Проф. Любомир Андрейчин“ при Българската академия на науките.

## Анотация
Текстовете на български език са токънизирани и лематизирани с Българската многокомпонентна система за първична обработка и лингвистична анотация на текстове, а за тези на английски език са използвани Apache OpenNLP и Stanford CoreNLP. Разделянето на изреченията в българския подкорпус е извършено автоматично с помощта на програмата BG Sentence Splitter (Коева и Генов 2011), а за тези в английския подкорпус е използвана имплементация на предварително трениран модел на Apache OpenNLP. Съотнасянето на изреченията в двата езика е изпълнено автоматично с помощта на HunAlign, с последваща проверка и при необходимост корекция от експерти.

## Приложения
Приложениятата на БУЛЕНСИ обхващат редица взаимосвързани области:
- разработване на методи за автоматично разделяне и съотнасяне по изречения, включително на прости изречения в състава на сложното;
- разработване на методи за промяна на словореда на простите изречения в състава на сложното с оглед на оптимизирането на тренировъчните данни за целите на статистическия автоматичен превод (SMT) (Коева и др. 2012b);
- съотнасяне на ниво думи и фрази;
- приложения за разрешаване на семантична многозначност.